# World Series of Poker 1978
Dziewiąta edycja World Series of Poker odbyła się w 1978 w Horseshoe Casino. W Turnieju Głównym po raz pierwszy pula nagród była dzielona między kilku zawodników (w poprzednich latach wszystko zabierał zwycięzca). Zwycięzca otrzymał 50% puli, płatne były również cztery następne miejsca (odpowiednio 20%, 15%, 10% oraz 5%).

## Turnieje boczne
| Turniej                      | Zwycięzca          | Wygrana | Przegrany w finale |
| ---------------------------- | ------------------ | ------- | ------------------ |
| $10,000 Deuce to Seven Draw  | Billy Baxter       | $90,000 | Nieznany           |
| $1,000 Seven Card Razz       | Gary Berland       | $19,200 | Nieznany           |
| $500 Seven Card Stud         | Gary Berland       | $17,100 | Nieznany           |
| $5,000 Seven Card Stud       | Doyle Brunson      | $68,000 | Nieznany           |
| $1,000 No Limit Hold’em      | Aubrey Day         | $42,600 | Nieznany           |
| $200 Ladies' Seven Card Stud | Terry King         | $10,080 | Nieznany           |
| $5,000 Draw High             | Lakewood Louie     | $21,000 | Nieznany           |
| $1,500 No Limit Hold’em      | Hans „Tuna” Lund   | $46,800 | Nieznany           |
| $1,000 Seven Card Stud Split | David „Chip” Reese | $22,200 | Nieznany           |
| $1,000 Ace to Five Draw      | Henry Young        | $19,200 | Gary Berland       |

## Turniej Główny
W turnieju głównym wzięło udział 42 graczy, każdy z nich wpłacił $10,000 wpisowego.

### Stół finałowy
| Miejsce | Gracz              | Wygrana  |
| ------- | ------------------ | -------- |
| 1       | Bobby Baldwin      | $210,000 |
| 2       | Crandell Addington | $84,000  |
| 3       | Louis Hunsucker    | $63,000  |
| 4       | Buck Buchanan      | $42,000  |
| 5       | Jesse Alto         | $21,000  |
| 6       | Ken Smith          | -        |

### Eliminacje poprzednich mistrzów
- W dniu 1a, odpadli: Johnny Moss, Thomas „Amarillo Slim” Preston, Walter „Puggy” Pearson, Brian „Sailor” Roberts oraz Doyle Brunson.[2]